# Mistrovství Evropy v boulderingu 2007
Mistrovství Evropy v boulderingu 2007 (anglicky: IFSC European Boulder Championship - Birmingham, francouzsky: Championnats d'Europe, německy: Europameisterschaft) se uskutečnilo 16.-18. března v Birminghamu jako náhradní Mistrovství Evropy v boulderingu poté, co byla tato disciplína zrušena před kvalifikací na 7. Mistrovství Evropy ve sportovním lezení 2006 v Jekatěrinburgu pro nevyhovující technické podmínky.
Od Mezinárodní horolezecké federace (UIAA) převzala organizaci závodů ve sportovním lezení v roce 2007 ICC, resp. IFSC - Mezinárodní federace sportovního lezení..

## Průběh závodů

### Češi na ME
Šampionátu se z České republiky zúčastnili oproti čtyřem registrovaným závodníkům v předchozím roce pouze Tomáš Mrázek, který skončil ve finále na třetím místě a Silvie Rajfová, která skončila v semifinále na vynikajícím osmém místě (postupovalo 6 bouldristek).
K bronzové medaili blahopřála po závodech večer Tomášovi Mrázkovi, který byl členem armádního sportovního oddílu Dukla Praha, ministryně obrany Vlasta Parkanová v osobním dopise a také další představitelé české armády.

### Výsledky mužů a žen
| bouldering           | bouldering         |
| -------------------- | ------------------ |
| muži                 | ženy               |
| 1. David Lama        | 1. Juliette Danion |
| 2. Nalle Hukkataival | 2. Olga Šalagina   |
| 3. Tomáš Mrázek      | 3. Olga Bezhko     |
|                      |                    |
| —                    | 8. Silvie Rajfová  |
|                      |                    |
| 6 finalistů          | 6 finalistek       |
| 20 semifinalistů     | 20 semifinalistek  |
| 57 mužů              | 41 žen             |

### Medaile podle zemí
| pořadí | stát     | Zlatá medaile | Stříbrná medaile | Bronzová medaile | celkem |
| ------ | -------- | ------------- | ---------------- | ---------------- | ------ |
| 1.     | Rakousko | 1             | 0                | 0                | 1      |
| 1.     | Francie  | 1             | 0                | 0                | 1      |
| 3.     | Ukrajina | 0             | 1                | 1                | 2      |
| 4.     | Finsko   | 0             | 1                | 0                | 1      |
| 5.     | Česko    | 0             | 0                | 1                | 1      |

### Zúčastněné země
| (dle nejlepšího závodníka) | (dle nejlepšího závodníka) | (dle nejlepšího závodníka) |
|                            | bouldering                 | bouldering                 |
| muži                       | ženy                       |                            |
| -------------------------- | -------------------------- | -------------------------- |
| 1.                         | Rakousko                   | Francie                    |
| 2.                         | Finsko                     | Ukrajina                   |
| 3.                         | Česko                      | Slovinsko                  |
| 4.                         | Rusko                      | Rusko                      |
| 5.                         | Francie                    | Rakousko                   |
| 6.                         | Itálie                     | Česko                      |
| 7.                         | Ukrajina                   | Belgie                     |
| 8.                         | Švýcarsko                  | Itálie                     |
| 9.                         | Spojené království         | Švýcarsko                  |
| 10.                        | Nizozemsko                 | Švédsko                    |
| 11.                        | Norsko                     | Polsko                     |
| 12.                        | Polsko                     | Španělsko                  |
| 13.                        | Německo                    | Nizozemsko                 |
| 14.                        | Slovinsko                  | Spojené království         |
| 15.                        | Španělsko                  | Portugalsko                |
| 16.                        | Švédsko                    | —                          |
| 17.                        | Belgie                     | —                          |
| 18.                        | Portugalsko                | —                          |
| (18)                       | 18                         | 15                         |